# Liste der Naturdenkmale in Niedermoschel
Die Liste der Naturdenkmale in Niedermoschel nennt die im Gemeindegebiet von Niedermoschel ausgewiesenen Naturdenkmale (Stand 28. März 2024).

## Naturdenkmale
| Nr.         | Bezeichnung                                        | Lage                                           | Beschreibung                                                             | Bild                          |
| ----------- | -------------------------------------------------- | ---------------------------------------------- | ------------------------------------------------------------------------ | ----------------------------- |
| ND-7333-015 | Silberbrunnen                                      | nördlich des Ortes; Flur Am Silberbrunnen Lage | gefasste Quelle                                                          | mehr Fotos \| Fotos hochladen |
| ND-7333-025 | Linde an der protestantischen Kirche Niedermoschel | Hauptstraße, bei Nr. 55 Lage                   | Tilia sp.; 1921 gepflanzt, 10 m hoch; einer von ursprünglich zwei Bäumen | Fotos hochladen               |